# かごしま4
『かごしま4』（かごしまよじ）は、2014年10月6日から2024年9月26日（木曜日）まで、南日本放送で平日午後に放送されていた鹿児島県向けのローカル情報番組。終了時点の放送時間は毎週平日 15:49 - 16:50。後継番組にあたる『かごよんフライデー』についてもここで記述する。

## 概要
MBCは長らく16時台に系列外のテレビ東京の「レディス4→L4 YOU!」を放送していたが、夕方に自主製作の情報ワイド番組を放送するのは1989年度に放送された「5時からTV」以来24年半ぶりの参入となる。
MBCニューズナウ、ズバッと!鹿児島（平日版、終了済み）とスタジオを共用している。
2015年3月30日から放送時間が10分短縮され、16:00スタートに変更。一部のコーナーがリニューアルした。
2016年10月3日より再び15:50スタートに変更、2019年9月30日より放送時間を10分繰り上げた15:40スタートに、2020年7月8日以降放送時間を15:49からに変更している。
2018年度以降、大型連休（ゴールデンウィーク・お盆休み）を中心に当番組の放送を休止し、別番組（「Nスタ」・第0部のネットや「どーんと鹿児島」の再放送、単発番組、稀にe-JNNの番組）を編成することがある。
2024年9月26日（木曜日）をもって週5日放送としては終了、ニュースコーナーとしての後番組は「MBCごごナウ」（月 - 金曜15:40 - 15:49）とMBCのローカル情報番組としては、放送曜日を金曜日のみに縮小した「かごよんフライデー」、またMBCでの「Nスタ」の放送時間を月曜日から木曜日に限り第0部（15:49 - 16:50）からに繰り上げた。

## 出演者（終了時点まで）

### メインMC
- 佐々木武海（MBCアナウンサー、2021年4月〜同年10月1日、2024年4月以降は水〜金曜日を担当していた。後身番組の「かごよんフライデー」のメインMCを担当。）
- 玉谷愛（MBCアナウンサー・2021年3月29日～、全曜日を担当していた。後身番組の「かごよんフライデー」のメインMCを担当。）

## 過去の出演者
岡田・大山は放送開始当初から出演。

### 2014年10月6日以降（かごしま4）
| 期間      | 期間      | 男性        | 男性       | 女性        | 女性       |
| 期間      | 期間      | 月曜 - 水曜 | 木曜・金曜 | 月曜 - 水曜 | 木曜・金曜 |
| --------- | --------- | ----------- | ---------- | ----------- | ---------- |
| 2014.10.6 | 2017.9.29 | 岡田祐介    | 岡田祐介   | 柳佐知      | 柳佐知     |
| 2017.10.2 | 2018.3.30 | 下山英哉    | 下山英哉   | 柳佐知      | 柳佐知     |
| 2018.4.2  | 2019.9.27 | 下山英哉    | 下山英哉   | 豊平有香    | 豊平有香   |
| 2019.9.30 | 2020.3.27 | 岩﨑弘志    | 下山英哉   | 豊平有香    | 美坂理恵   |
| 2020.3.30 | 2021.3.26 | 松木圭介    | 岩﨑弘志   | 豊平有香    | 森万由子   |
| 2021.3.29 | 2021.10.1 | 松木圭介    | 佐々木武海 | 玉谷愛      | 玉谷愛     |
| 2021.10.4 | 2024.3.29 | 松木圭介    | 岡田祐介   | 玉谷愛      | 玉谷愛     |
| 2024.4.1  | 2024.9.26 | 岡田祐介    | 佐々木武海 | 玉谷愛      | 玉谷愛     |

#### 気象情報担当
当初は大山が全曜日に出演していたが、増永の出演開始後はシフト勤務に変更されていた。
- 大山有布佳（気象予報士） - 気象キャスター、『MBCニューズナウ』を兼務している。
- 増永吉亨 - 気象キャスター、2016年5月12日から[2]（元・福岡放送気象キャスター）

### 2024年9月30日以降（かごよんフライデー）
| 期間      | 期間 | 男性       | 女性   |
| --------- | ---- | ---------- | ------ |
| 2024.10.4 | 現在 | 佐々木武海 | 玉谷愛 |

#### 気象情報担当
- 増永吉亨 - 気象キャスター、『かごしま4』から引き続いて出演。

## かつての『かごしま4』のタイムテーブル
| （放送開始 - 2015年3月27日） | （放送開始 - 2015年3月27日）            | （放送開始 - 2015年3月27日）                                                                                  |
| 時間                         | コーナー                                | 備考 |
| ---------------------------- | --------------------------------------- | --- |
| 15:50                        | オープニング                            | |
| 15:52頃                      | Check!ニュースはや知り                  | 県内のニュースに限らず、全国のニュースも伝えていた。リニューアルに伴って2015年3月27日で終了。                 |
| 16:02                        | 特集1                                   | 東急ハンズ×かごしま4ヒントカタログ（金曜）                                                                    |
| 16:10                        | ラジからポニーメイツ                    | MBCラジオの朝の番組「MorningSmile」で中継したお店やスポットを写真を用いたフリップで紹介する。                 |
| 16:16                        | 街なか中継                              | MBCのアナウンサーやタレントが県内各地から中継、2015年12月現在も不定期に放送。                                 |
| 16:23                        | 特集2                                   | |
| 16:34                        | かご4ウェザー                           | 柳と気象予報士の大山有布佳による気象情報                                                                      |
| 16:42                        | ダンスダンスぐりぶー～未来をつむごう!～ | 第30回国民文化祭かごしま2015のイメージソングにあわせて各市町村の方々と踊るVTR企画。2015年11月13日までに終了。 |
| 16:48                        | Oh!MyPet                                | 視聴者から寄せられたペットの写真紹介、2015年3月27日で終了。                                                   |
| 16:51                        | エンディングトーク                      | |
| 16:53                        | 終了                                    | Nスタ・第1部にステブレレスで接続                                                                              |

※この他に随時メールやFAXで送られたお便りを紹介していた。
| （2015年3月30日 - 2016年9月30日） | （2015年3月30日 - 2016年9月30日）       | （2015年3月30日 - 2016年9月30日）                                                                      |
| 時間                              | コーナー                                | 備考                                                                                                   |
| --------------------------------- | --------------------------------------- | --- |
| 16:00                             | オープニング                            | |
| 16:03頃                           | 報道センターから県内ニュース            | 前身コーナーのCheck!ニュースはや知りとは異なり、シフト勤務のアナウンサーが県内のニュースのみを伝える。 |
| 16:08                             | 特集1                                   | 水曜はケーブルテレビ局から地域の情報をリポート 金曜は東急ハンズ×かごしま4ヒントカタログ                |
| 16:16                             | ラジからポニーメイツ                    | |
| 16:24                             | ライブカメラリレー                      | |
| 16:27                             | 特集2                                   | 金曜はコミュニティFMのFMぎんが情報                                                                     |
| 16:35                             | 柳佐知のかごんまいっぺこっぺ            | 鹿児島各地の旬の取れたて情報をMBCのふるさと特派員が撮影した写真パネルを使い紹介する。第2期から放送     |
| 16:43                             | ダンスダンスぐりぶー～未来をつむごう!～ | |
| 16:47                             | かご4ウェザー                           | |
| 16:51                             | エンディングトーク                      | |
| 16:53                             | 終了                                    | Nスタ・第1部にステブレレスで接続                                                                       |

## 『かごしま4』で放送されていたコーナー
- たけおの鹿児島全力たび
  - 当時同局アナウンサーだった重盛赳男が県内各地を歩き回り、宿泊交渉まで行う模様を放送。毎週木曜日に不定期放送されていた。
  - 2015年1月9日開始 [3]、単独番組としては2015年5月17日放送開始、かごしま4内では不定週木曜日に2週に分けて放送されていた。2018年3月までに終了。
  - インドネシアと台湾の放送局でも放送を行っており、台湾では国興衛視にて「来去鹿兒島住一晩」というタイトルで放送。
  - 日本国内でもスカパー! ホームドラマチャンネル内で無料放送（ノンスクランブル）されている「インターローカルアワー」で当コーナーの視聴が可能だった[4]。
- 最新のニュース - MBC報道フロアから県内ニュースを伝えていた。
- ラクうまゴハン - 料理コーナー、料理研究家のコハシヒロミが担当。
- 海と日本プロジェクト
- みんなのかごしま国体・かごしま大会 - 各競技場先から国体サポーターとして迫田さおりが中継出演していた。2023年10月3日から同年10月25日まで放送。
- 松下愛の〇〇してみました - 水曜日に放送。松下愛が鹿児島の特産品を紹介するコーナーだった。
- ママ友ねっとわーく（あるいは、パパ友ねっとわーく）- 火曜日に放送。担当は料理講師のコハシヒロミ（ラクうまゴハンなどの料理コーナーも担当。）。

## かごよんフライデー
2024年9月26日まで放送された「かごしま4」の後継のローカル情報番組として2024年10月4日に開始、放送曜日を金曜日のみに縮小。

### コーナー
☆は前身の「かごしま4」でも放送されていたコーナーを示す。
- かごフラキッチン - 料理コーナー、コハシヒロミが出演。
- 全力応援!みんスポ - ☆、地域のスポーツ情報やスポーツ動画投稿コーナー、また応援サポーターとして宮下純一が担当する。
- ジドリセン - ☆、同局リポーターの財津三奈が県内の温泉を紹介。
- ケーブルテレビ・コミュニティFM局からの生中継 - 各地のケーブルテレビ局やコミュニティFM局（あいらびゅーFM、FMたつごう等）から各地の話題・情報を生中継で紹介する。
- 国保でHOT情報 - ☆
- 週末情報マルシェ - 週末に鹿児島県内で行われるイベントやスポーツ試合などの情報。
- 赤岩瞳のボンシャンス - ☆、同局リポーターの赤岩瞳が県内の特産品を紹介。
- 徳之島ワイドな人々 - ☆、徳之島町の県民の活躍を紹介する。
- かごしまの4時、今何してる？- ☆、中継コーナー。

## エピソード
- 2015年11月3日 - 2014年から当番組でもおはら祭での生中継を行っており、ダンスオハラ21を生中継で放送した。[5]
- 2016年9月21日 - 放送500回を達成[6]
- 2016年9月15日 - 同年10月3日から当番組の前枠（13:55 - 15:50）で『ちちんぷいぷい』（毎日放送制作の情報番組）の同時ネットを実施することから、当番組司会の岡田と鹿児島県笠利町出身・在住のカサリンチュが『ちちんぷいぷい』に出演。翌16日の当番組でも、毎日放送の楽屋前で3人を撮影した写真を用いながら、『ちちんぷいぷい』のネット開始を県内に告知した。9月29日の当番組では、岡田とカサリンチュが『ちちんぷいぷい』へ出演した際の映像と、同番組の総合司会（月- 木曜：フリーアナウンサーの山本浩之、金曜：毎日放送アナウンサーの河田直也）に対するインタビュー企画を放送した。
- 2017年9月4日 - 『ちちんぷいぷい』が当時の同時ネット局（MBCおよびHBC北海道放送）のサービスエリアへスタッフの常駐を始めたことから、鹿児島県担当の種田裕之ディレクターが当番組に出演。常駐の挨拶や『ちちんぷいぷい』のPRを兼ねて、「昨夜のシンデレラ」（MBC・HBCとの同時ネットパートで放送されるインタビュー企画）の収録を告知した。種田は、当番組の出演後に天文館（鹿児島市）で「昨夜のシンデレラ」を収録。翌5日放送分の同コーナーで、種田が当番組へ出演した際のVTRと共に放送した。